# 坂口風詩
坂口 風詩（さかぐち ふうた、2000年（平成12年）6月13日 - ）は、日本の女優・モデルである。福島県会津若松市出身。2024年1月31日まではINCENT・Biz所属だった。
身長158cm、特技はトランペット、韓国語。
インセント退社を機会に芸名を風詩に変えた。

## 経歴
地元のフリーペーパー『福島美少女図鑑』で掲載されたことをきっかけにデビュー。2018年には『制コレ18』のファイナリストに選ばれるも受賞はならなかった。
日本コカ・コーラ「ホットドリンク」広告などに出演。

## 出演

### テレビドラマ
- 恋の病と野郎組 第3話・第7話（2019年8月3日・31日、BS日テレ）
- コタローは1人暮らし 第6話（2021年5月29日、テレビ朝日） - 美月の同僚キャバ嬢 役[9]
- ごほうびごはん 第11話（2021年12月12日、BSテレ東） - 朝鮮料理店の店員 役
- デキないふたり（2022年1月3日、テレビ朝日） - 後輩社員 役[10]
- 家政夫のミタゾノ 第5シリーズ 第6話（2022年5月27日、テレビ朝日） - 田所友梨華 役
- 雪女と蟹を食う（2022年7月8日 - 、テレビ東京）- 雪枝彩女(高校時代) 役[11]
- 刑事7人 Season8 第4話（2022年8月3日、テレビ朝日） - 栗原純夏 役[12]
- 高良くんと天城くん（2022年8月19日 - 10月14日、MBS） - 土井 役[13]
- ひともんちゃくなら喜んで! 第8話（2023年3月5日、ABC・テレビ朝日） - ジェットブラックの女性社員 役
- ホスト相続しちゃいました 第1話・第9話（2023年4月18日・6月13日、関西テレビ・フジテレビ） - 咲 役
- アオハライド Season1（2023年9月22日 - 、WOWOW） - 福田智恵 役

### 映画
- 日めくりの味（2024年10月4日公開予定、キャンター） - 彩乃 役[14]

### 舞台
- シェイクスピア様ご乱心（2021年12月15日 - 26日、中野ザ・ポケット） - サキ 役

### テレビ番組
- よるのブランチ 東京韓流デート（2021年5月12日・19日、TBS）
- あざとくて何が悪いの?（2021年5月29日、テレビ朝日）

### 配信番組
- スカパー! 朝のTwitterドラマ「#うたた寝」（2020年1月27日 - 2月1日、Twitter） - 主演
- 恋愛ドラマな恋がしたい～Kiss On The Bed～（2020年9月26日 - 12月12日、AbemaTV）
  - 恋愛ドラマな恋がしたい Special Girls Talk by SHEIN（2022年5月25日、AbemaTV）[15]
- キス×kiss×キス 第5話・第8話・第10話（2022年、dTV）
- Another Kiss 前編・後編（2022年1月30日・2月6日、AbemaTV） - 主演
- 星から来たあなた（2022年2月23日、全10話、Amazon Prime Video） - ペコ 役
- 『I am…』23歳たち「終りの季節」（2024年1月26日配信、FOD / 3月18日〈予定〉、フジテレビ） - ノア 役[16][17][18]
- 君と世界が終わる日に Season5（2024年2月9日 - 3月8日、Hulu）[19]

### MV
- DISH//「birds (in 2022)」（2022年）

## 書籍
- 【デジタル限定】坂口風詩写真集「女子高生卒業。」（撮影：根本好伸、週プレ PHOTO BOOK、2019年、週刊プレイボーイ）